# Славенский, Йосип
Йосип Славе́нский (серб. Јосип Славенски, хорв. Josip Slavenski, наст. фамилия Йосип Што́льцер-Славе́нский серб. Јосип Штолцер-Славенски, хорв. Josip Štolcer-Slavenski; 11 мая 1896, Чакатурн, Австро-Венгрия ныне Чаковец, Хорватия — 30 ноября 1955, Белград, Югославия, ныне Сербия) — хорватский и югославский композитор.

## Биография
Йосип Штольцер-Славенский родился в 1896 году. Сначала учился у своего отца, затем в 1913 году учился у Золтана Кодая и Альберта Шиклоша в Музыкальной академии Ференца Листа (Будапешт), а также у Влодзимежа Новака в Пражской консерватории. С 1924 года в Белграде (в 1925—1926 годах жил в Париже). Сначала преподавал в Музыкальной школе имени Станковича, затем в 1949 стал профессором композиции в Музыкальной академии. Среди его учеников — Милан Ристич и Любица Марич. Считается одним из основателей современной композиторской школы и автором первых сочинений профессиональной югославской музыки, принёсших ему международное признание. В творчестве применял современную технику письма и опирался на балканскую фольклорную музыку. Был поклонником французских импрессионистов, что нашло своё отражение в ряде его сочинений. Писал музыку к кинофильмам.

## Сочинения
- «Славянская соната» для скрипки с фортепиано / Славенска соната (1924)
- симфоническая поэма «Меджимурье» / ? (1925)
- симфоническая сюита «Балканфония» / Балканофонија (1925)
- «Танцы и песни с Балкан» для фортепиано / Песме и игре са Балкана (1927)
- «Восточная симфония», или «Религиофония» / Религиофонија (1934)
- «Четыре балканских танца» / Четири балканске игре (1938)
- симфония с хором «Симфонический эпос» / Симфонијски епос (1945)
- кантата «В. И. Ленин» / Владимир Илић Лењин (по В. В. Маяковскому, не окончена)
- соната для фортепиано / Соната за клавир (1926)
- концерт для скрипки с оркестром / Концерт за виолину и оркестар (1927)
- ноктюрн для оркестра / Ноцтурне за оркестар (1926)
- «Музыка для оркестра» или «Музыка 36» / Музика 36 (1936)